# Laghi della Germania
I principali laghi della Germania sono qui elencati in base alla loro estensione superficiale, che ne costituisce anche l'ordine (decrescente) di pubblicazione. I laghi possono avere anche parte delle loro rive in territorio di nazioni confinanti, nel qual caso sono indicati i relativi Paesi.
| Classifica | Denominazione in lingua italiana            | Regione (con indicazione degli eventuali stati esteri confinanti che si affacciano sul lago) | Superficie | Profondità massima | Volume      | Posizione |
| ---------- | ------------------------------------------- | -------------------------------------------------------------------------------------------- | ---------- | ------------------ | ----------- | --------- |
| 1.         | Lago di Costanza Bodensee                   | Baden-Württemberg / Baviera (Svizzera / Austria)                                             | 536 km²    | 254 m              | 48 km³      |           |
| 2.         | Müritz                                      | Meclemburgo-Pomerania Anteriore                                                              | 117 km²    | 31 m               | 0,737 km³   |           |
| 3.         | Chiemsee                                    | Baviera                                                                                      | 80 km²     | 72,7 m             | 2,04784 km³ |           |
| 4.         | Lago di Schwerin Schweriner See             | Meclemburgo-Pomerania Anteriore                                                              | 61,54 km²  | 52,4 m             | 0,787 km³   |           |
| 5.         | Lago di Starnberg Starnberger See           | Baviera                                                                                      | 56 km²     | 127,7 m            | 2,99892 km³ |           |
| 6.         | Ammersee                                    | Baviera                                                                                      | 46,6 km²   | 81,1 m             | 1.75001 km³ |           |
| 7.         | Lago di Plau Plauer See                     | Meclemburgo-Pomerania Anteriore                                                              | 38,4 km²   | 25,5 m             | 0,300 km³   |           |
| 8.         | Lago di Kummerow Kummerower See             | Meclemburgo-Pomerania Anteriore                                                              | 32,5 km²   | 23,3 m             | 0,26296 km³ |           |
| 9.         | Lago di Steinhude Steinhuder Meer           | Bassa Sassonia                                                                               | 29,1 km²   | 2,9 m              | 0,042 km³   |           |
| 10.        | Gran lago di Plön Großer Plöner See         | Schleswig-Holstein                                                                           | 28,4 km²   | 56,2 m             | 0,3846 km³  |           |
| 11.        | Schaalsee                                   | Schleswig-Holstein Meclemburgo-Pomerania Anteriore                                           | 23,5 km²   | 71,5 m             | 0,391 km³   |           |
| 12.        | Kölpinsee                                   | Meclemburgo-Pomerania Anteriore                                                              | 20,29 km²  | 30 m               | 0,07188 km³ |           |
| 13.        | Lago di Geiseltal Geiseltalsee              | Sassonia-Anhalt                                                                              | 18,4 km²   | 78 m               | 0,423 km³   |           |
| 14.        | Walchensee                                  | Baviera                                                                                      | 16,267 km² | 192 m              | 1,2997 km³  |           |
| 15.        | Tegernsee                                   | Baviera                                                                                      | 8,934 km²  | 72,6 m             | 0,32309 km³ |           |
| 16.        | Lago Keller Kellersee                       | Schleswig-Holstein                                                                           | 5,600 km²  | 27 m               | ??? km³     |           |
| 17.        | Königssee                                   | Baviera                                                                                      | 5,218 km²  | 192 m              | 0,51179 km³ |           |
| 18.        | Lago di Wildschütz Steinbruchsee Wildschütz | Sassonia                                                                                     | 0,8 km²    | 74 m               | ??? km³     |           |
| 19         | Pulvermaar                                  | Renania-Palatinato                                                                           | 0,385 km²  | 72 m               | ??? km³     |           |